# Gastrancistrus pusztensis
Gastrancistrus pusztensis är en stekelart som först beskrevs av Erdös 1946.  Gastrancistrus pusztensis ingår i släktet Gastrancistrus, och familjen puppglanssteklar. Arten är reproducerande i Sverige.